# ハナビラナミダ
「ハナビラナミダ」は、近藤夏子の楽曲。自身が作詞・作曲を手掛けた。近藤4枚目のシングルとして2011年5月4日にワーナーミュージック・ジャパンから発売された。

## 概要
「ハナビラナミダ」は、フジテレビフラワーネットのテレビCMイメージソングになっている。フジテレビフラワーネットウェブサイトの特設ページで試聴が可能。また、毎日放送「ENT」の4月度のエンディングテーマにもなっている。

## 収録内容
全曲　作詞・作曲：近藤夏子　編曲：藤澤慶昌

### 初回限定盤

#### CD
1. ハナビラナミダ [4:39]
2. 世界初になるかな?? [4:11]

DVD
- 『「近藤夏子 LIVE TOUR 2010-2011 〜コンマニの、ゆくチョケくるチョケ 2010-2011〜」2010.12.10 Shibuya CLUB QUATTRO 前編』ライブ映像

このDVDの内容の後編については、近藤夏子1の初回限定盤DVDに収録されている。
1. 『リアルでゴメン・・・』
2. ありがとごめんネ
3. KY心
4. 全部がプレゼントだ〜クリスマスの贈りもの〜
5. うつむきスマイル

### 通常盤

#### CD
1. ハナビラナミダ
2. 観覧車II [4:10]